# Micropsectra hawaiiensis
Micropsectra hawaiiensis е насекомо от разред Двукрили (Diptera), семейство Хирономидни (Chironomidae). Няма подвидове.